# Èlitre

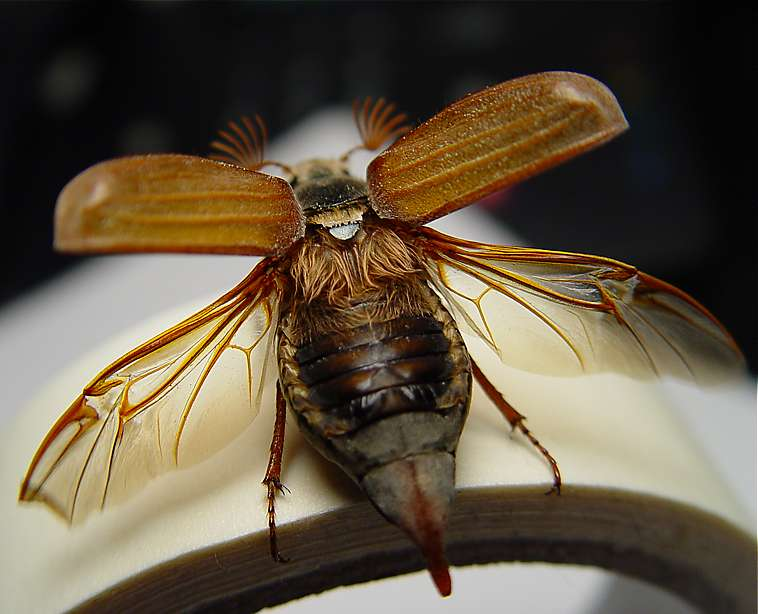
Exemplar adult de Melolontha melolontha on s'hi distingeixen els èlitres (ale anteriors) i les ales membranoses posteriors.

Els èlitres (derivat del grec: ἔλυτρον "làmina"') són les ales anteriors modificades per enduriment (esclerotització), de certs ordres d'insectes com els coleòpters i els heteròpters. S'anomenen hemièlitres quan l'enduriment no és total. La seva párt basal o proximal al pronot sí que està engruixida i endurida, i la part apical o distal és membranosa, també coneguda com a membrana de l'hemièlitre. És típic de l'ordre dels hemípters.
Els èlitres serveixen també com protecció per les ales posteriors que estan immediatament per sota i que serveixen per a volar. Per volar un coleòpter típicament obre els seus èlitres i després estén les ales, volant mentre segueix estenent els èlitres oberts, però alguns coleòpters de les famílies Scarabaeidae i Buprestidae poden volar amb els èlitres tancats.
En alguns casos els èlitres estan units, deixant l'insecte sense la capacitat de volar com passa en els Carabidae. Tenen també una funció d'equilibri durant el vol.
El terme èlitre també es fa servir per descriure les estructures dures d'alguns cucs poliquets especialment els Polynoidae. Es distingeixen dels chaeta, els quals tenen arrels.